# Rudolf Schock
Rudolf Johann Schock (Duisburg, 4 september 1915 - Düren, 13 november 1986) was een Duitse lyrische tenor, opera-, liederen- en operettezanger.

## Leven en werk
Rudolf Schock werd in een muzikaal arbeidersgezin in Duisburg-Hochfeld, een wijk aan de Rijn, geboren. Hij zong van jongs af aan in verschillende zangkoren. Na de vroege dood van zijn vader in 1923 ondersteunden hij en zijn broers en zusters, die later allen beroepszangers werden, hun moeder financieel door bij feesten in zaaltjes op te treden en daar volksmuziekliederen en operettemelodieën te zingen.
In 1932 kregen hij en met zijn zuster Elfriede, nog als amateurs, kleine bijrollen in het operakoor van het Duisburger stadstheater. Toen hij met zijn zangstudie bij Gustavr Pilken begonnen was, werden hem ook kleine solorollen toebedeeld. In 1936 werd hij eerste koortenor bij de "Bayreuther Festspiele" en kreeg daar les van de heldentenor Laurenz Hofer. Bij het Landstheater in Braunschweig kreeg hij in 1937 zijn eerste solistencontract aangeboden. Daar leerde hij de danseres Gisela Behrends kennen, met wie hij in 1940 in het huwelijk trad. Ze kregen twee dochters, Isolde en Dagmar.
Spoedig daarna verwierf hij ook contracten bij de Weense Staatsopera en bij de Berliner Städtischen Oper (tegenwoordig Deutsche Oper Berlin). In 1939 werd zijn loopbaan door de Tweede Wereldoorlog onderbroken. Hij werd tot 1945 bij de Wehrmacht ingelijfd. Na de oorlog verdiende hij de kost voor zijn gezin als landarbeider in de Harz. Op aandringen van de intendant van de opera van Hannover keerde hij terug op het operatoneel en in de concertzaal.
Schock heeft vanaf 1947 talloze grammofoonplaatopnamen gemaakt voor Electrola/EMI, die hem wereldberoemd maakten. Hij zong met onder anderen Anneliese Rothenberger, Elisabeth Schwarzkopf, Anna Moffo, Christa Ludwig, Erika Köth en Dietrich Fischer-Dieskau. In 1949 werd hij als eerste Duitse zanger na de oorlog naar Londen gehaald om op te treden in Covent Garden. Ook maakte hij een tournee door Australië met het programma dat oorspronkelijk voor de in 1948 gestorven Richard Tauber was gepland. Vele tournees volgden, in Oostenrijk en Duitsland, maar ook in de Verenigde Staten, België en Nederland.
Een muzikaal hoogtepunt in zijn carrière vormt zijn vertolking van Walter von Stolzing in een uitvoering van Die Meistersinger von Nürnberg van Wagner tijdens de Bayreuther Festspiele 1959. Voor Schock was dit een belangrijk keerpunt: de keuze voor een grote internationale loopbaan als heldentenor, of doorgaan als lyrische tenor en naast operarollen ook meer populair werk zingen. Zijn stem bleek volgens eigen zeggen uiteindelijk ongeschikt voor de Wagner-carrière. Wel zong hij, naast Stolzing, ook andere lyrische tenorpartijen van Wagner. Maar ook dramatisch werk, waaronder een veelgeroemde opname van Richard Strauss' Ariadne auf Naxos onder leiding van Herbert von Karajan.
Naast Duits repertoire zong hij hoofdrollen in bijna alle grote Italiaanse opera's, zowel op Europese en wereldpodia als op de plaat, veelal in Duitse vertaling. Daarnaast maakte hij populaire muziekfilms. Zo speelde hij in de muziekfilm Du bist die Welt für mich de rol van Richard Tauber. Later is hij veel gaan optreden in televisieprogramma's en -shows. Bij operetteopnames en -optredens werkte hij regelmatig samen met de componist Robert Stolz en met de sopraan Margit Schramm.
In 1976 beëindigde Schock op 60-jarige leeftijd zijn operacarrière. Hij bleef optreden met liederen en aria's. De laatste jaren van zijn leven kreeg hij drie zware klappen te verwerken, waardoor hij ettelijke optredens moest afzeggen. In 1968 overleed zijn moeder in zijn huis in Starnberg, terwijl hij in Berlijn op de planken stond. In 1969 kreeg hij een hartinfarct. Vanaf 1980 verleenden hij en zijn vrouw zo veel mogelijk steun aan hun dochter Isolde in Düren, die kanker had en in 1983 stierf.
Op 13 november 1986 overleed Rudolf Schock in Düren aan een hartaanval. Hij is hier begraven. De stad heeft in 1992 het plein voor het "Haus der Stadt" naar hem vernoemd.

## Filmografie
- 1951: Es geht nicht ohne Gisela
- 1953: Du bist die Welt für mich
- 1954: König der Manege
- 1954: Cavalleria rusticana (Pietro Mascagni) (televisie)
- 1954: An jedem Finger zehn
- 1954: Fra Diavolo (Daniel-François-Esprit Auber) (televisie)
- 1955: Der fröhliche Wanderer
- 1955: Die Zauberflöte (televisie)
- 1956: Die Stimme der Sehnsucht
- 1957: Così fan tutte (televisie)
- 1957: Schön ist die Welt
- 1958: Das Dreimäderlhaus (naar Heinrich Berté)
- 1958: Gräfin Mariza (naar Emmerich Kálmán)
- 1958: Die schöne Galathée (Franz von Suppè) (televisie)
- 1958: Der Czardas-König
- 1960: Das große Wunschkonzert
- 1960: Wenn ich König wär (Daniel-François-Esprit Auber) (televisie)
- 1961: Musik aus aller Welt (televisie)
- 1962: Lulu (Alban Berg) (televisie)
- 1963: Der Liebestrank (Gaetano Donizetti) (televisie)
- 1963: Berlin-Melodie (televisie)
- 1964: Tiefland (Eugen d’Albert) (televisie)
- 1965: Der Zigeunerbaron (Johann Strauss) (televisie)
- 1965: Viktoria und ihr Husar (Paul Abraham) (televisie)
- 1966: Paris ist eine Reise wert (televisie)
- 1966: Von uns – für Sie! (televisie)
- 1967: Een avond in Wenen (Ein Abend in Wien) (televisie)
- 1970: Die Zirkusprinzessin (Emmerich Kálmán) (televisie)
- 1970: Luftsprünge - Der Kammersänger (televisieserie)
- 1970: Giuditta – Freunde, das Leben ist lebenswert (Franz Lehár) (televisie)
- 1971: Glückspilze (televisie)
- 1972: Komm, Zigan (televisie)
- 1972: Maske in Blau (Fred Raymond) (televisie)
- 1979: Noch ’ne Oper (Heinz Erhardt) (televisie)
- 2017: Filmbiografie: Rudolf Schock, I sing that too!

## Geluidsopnamen
- Emmerich Kálmán: Gräfin Mariza, melodievolgorde (graaf Tassilo) met Oda Troll, Lilli Schubert, Otto Falvay; koor en orkest van het Metropoltheater Berlijn, dirigent: Paul Huhn, EMI-Electrola 1947
- Ludwig van Beethoven: Fidelio, volledige opname (Jaquino) met Erna Schlüter, Lisa della Casa, Julius Patzak, Ferdinand Frantz, Otto Edelmann; koor van de Wiener Staatsoper, Wiener Philharmoniker, dirigent: Wilhelm Furtwängler (Salzburger Festspiele), ORF Wien, 1948
- Arthur Bliss: The Olympians, volledige opname (Hector) met Margherita Grandi, Adele Leigh, Edith Coates, Murray Dickie; koor en orkest van de Royal Opera Covent Garden, dirigent: Karl Rankl, BBC London, 1949
- Modest Mussorgski: Boris Godunow, volledige opname (Grigory/Dimitri) met Martha Mödl, Anneliese Rothenberger, Margot Guilleaume, Maria von Ilosvay, Georg Hann, Gustav Neidlinger; koor en symfonieorkest van de Nordwestdeutsche Rundfunk, dirigent: Wilhelm Schüchter, NWDR, 1950
- Giuseppe Verdi: Rigoletto, volledige opname (hertog) met Rita Streich, Margarete Klose, Josef Metternich, Gottlob Frick; RIAS-Kammerchor, RIAS-Symphonieorchester, Berlin, dirigent: Ferenc Fricsay, RIAS Berlin, 1950
- Jacques Offenbach: Hoffmanns Erzählungen, met Rita Streich, Anny Schlemm, Josef Metternich; Royal Philharmonic Orchestra, dirigent: Thomas Beecham, Duitstalige soundtrack bij de film van Michael Powell en Emeric Pressburger, 1951
- Eduard Künneke: Die große Sünderin, volledige opname (Schrenk) met Maud Cunitz, Helmi Rau, Marianne Schröder, Kurt Großkurth; koor en orkest van de Kölner Rundfunk, dirigent: Franz Marszalek, WDR Köln, 1951
- Pjotr Iljitsch Tschaikowski: Eugen Onegin, volledige opname (Lenski) met Sena Jurinac, Hugo Hasslo, Gisela Litz, Maria von Ilosvay, Gottlob Frick; Chor und Symphonieorchester des Nordwestdeutschen Rundfunks, Dirigent: Wilhelm Schüchter, NWDR, 1952
- Richard Wagner: Tristan und Isolde, volledige opname (jonge zeeman, herder) met Kirsten Flagstad, Blanche Thebom, Ludwig Suthaus, Dietrich Fischer-Dieskau, Josef Greindl; koor van de Royal Opera Covent Garden, Philharmonia Orchestra London, dirigent: Wilhelm Furtwängler, EMI-Electrola 1952
- Peter Cornelius: Der Barbier von Bagdad, volledige opname (Nureddin) met Sena Jurinac, Hilde Rössel-Majdan, Alfred Poell, Walter Berry, Gottlob Frick; koor van de Wiener Staatsoper, Wiener Rundfunkorchester, dirigent: Heinrich Hollreiser, ORF Wien, 1952
- Ludwig van Beethoven: Fidelio, volledige opname (Jaquino, 1e gevangene) met Martha Mödl, Sena Jurinac, Wolfgang Windgassen, Gottlob Frick, Otto Edelmann; koor van de Wiener Staatsoper, Wiener Philharmoniker, dirigent: Wilhelm Furtwängler, EMI-Electrola, 1953
- Richard Strauss: Capriccio, volledige opname (Flamand) met Viorica Ursuleac, Hertha Töpper, Hans Hotter, Karl Schmitt-Walter; orkest van de Bayerische Rundfunk, dirigent: Clemens Krauss, BR München, 1953
- Richard Strauss: Ariadne auf Naxos, volledige opname (Bacchus) met Elisabeth Schwarzkopf, Rita Streich, Irmgard Seefried, Lisa Otto, Karl Dönch; Philharmonia Orchestra London, dirigent: Herbert von Karajan, EMI-Electrola, 1954
- Rolf Liebermann: Penelope, volledige opname (Ercole) met Christel Goltz, Anneliese Rothenberger, Max Lorenz, Karl Dönch, Walter Berry, Kurt Böhme; koor van de Wiener Staatsoper, Wiener Philharmoniker, dirigent: George Szell, (Salzburger Festspiele) ORF Wien, 1954
- Giacomo Puccini: La Bohème, compilatie (Rudolf) met Erna Berger, Erika Köth, Dietrich Fischer-Dieskau, Hermann Prey, Gottlob Frick; koor van de Deutsche Oper Berlijn, Berliner Symphoniker, dirigent: Wilhelm Schüchter, EMI-Electrola, 1954
- Daniel-François-Esprit Auber: Fra Diavolo, volledige opname (Marquis) met Ursula Zollenkopf, Wilma Lipp, James Pease, Kurt Marschner; koor en orkest van de Nordwestdeutsche Rundfunk, dirigent: Wilhelm Schüchter, NWDR, 1954
- Ludwig van Beethoven: Missa solemnis, volledige opname met Annelies Kupper, Sieglinde Wagner en Josef Greindl; Kölner Rundfunkchor, koor van de Norddeutsche Rundfunk, Kölner Rundfunk-Sinfonie-Orchester, dirigent: Otto Klemperer, WDR, 1955
- Richard Wagner: Die Meistersinger von Nürnberg, volledige opname (Walther von Stoltzing) met Elisabeth Grümmer, Ferdinand Frantz, Gottlob Frick, Benno Kusche, Gerhard Unger, Gustav Neidlinger, Hermann Prey; koor van de Berliner Staatsoper, koor van de Deutsche Oper Berlijn, koor van de St. Hedwigs-Kathedrale Berlijn, Berliner Philharmoniker, dirigent: Rudolf Kempe, EMI-Electrola, 1956
- Wolfgang Amadeus Mozart: Die Entführung aus dem Serail, volledige opname (Belmonte) met Erika Köth, Lisa Otto, Murray Dickie, Kurt Böhme, Hannsgeorg Laubenthal; koor van de Wiener Staatsoper, Wiener Philharmoniker, dirigent: George Szell (Salzburger Festspiele), ORF Wien, 1956
- Wolfgang Amadeus Mozart: Idomeneo, volledige opname (Idomeneo) met Christel Goltz, Hildegard Hillebrecht, Waldemar Kmentt, Eberhard Waechter, Kurt Böhme; koor van de Wiener Staatsoper, Wiener Philharmoniker, dirigent: Karl Böhm (Salzburger Festspiele), ORF Wien, 1956
- Robert Schumann: Dichterliebe met Adolf Stauch, Klavier, EMI-Electrola, 1957/Relief, 2018
- Wolfgang Amadeus Mozart: Cosi fan tutte, volledige opname (Ferrando) met Annelies Kupper, Hertha Töpper, Erika Köth, Horst Günter, Walter Berry; koor en orkest van de Bayerische Rundfunk, dirigent: Eugen Jochum, BR München, 1957
- Carl Maria von Weber: Der Freischütz, volledige opname (Max) met Elisabeth Grümmer, Lisa Otto, Hermann Prey, Gottlob Frick, Karl-Christian Kohn; koor van de Deutsche Oper Berlijn, Berliner Philharmoniker, dirigent: Joseph Keilberth, EMI-Electrola, 1958
- Franz Schubert: Die schöne Müllerin met Gerald Moore, Klavier, EMI-Electrola, 1958/ Relief, 2015
- Giacomo Puccini: Tosca, compilatie (Cavaradossi) met Lisa della Casa, Josef Metternich, Wilhelm Strienz; koor van de Deutsche Oper Berlijn, Berliner Symphoniker, dirigent: Berislav Klobučar, EMI-Electrola, 1959
- Ein Liederabend, aflevering 1 en 2 (liederen van Wolfgang Amadeus Mozart, Franz Schubert, Robert Schumann, Hugo Wolf, Richard Strauss) met Adolf Stauch, piano, EMI-Electrola, 1959/Relief, 2018
- Richard Wagner: Der fliegende Holländer, volledige opname (Erik) met Marianne Schech, Fritz Wunderlich, Dietrich Fischer-Dieskau, Gottlob Frick; koor van de Deutsche Oper Berlijn, Staatskapelle Berlin, dirigent: Franz Konwitschny, EMI-Electrola, 1960
- Georges Bizet: Carmen, volledige opname (Don José) met Christa Ludwig, Melitta Muszely, Hermann Prey, Ivan Rebroff; Schöneberger Sängerknaben, koor van de Deutsche Oper Berlijn, Berliner Symphoniker, dirigent: Horst Stein, EMI-Electrola, 1961
- Gaetano Donizetti: Der Liebestrank (Nemorino) met Stina Britta-Melander, Lothar Ostenburg, Ludwig Welter; RIAS-Kammerchor, Berliner Symphoniker, dirigent: Ernst Märzendorfer, Ariola-Eurodisc, 1962
- Eugen d’Albert: Tiefland, volledige opname (Pedro) met Isabel Strauss, Margarete Klose, Gerd Feldhoff, Ivan Sardi; RIAS-Kammerchor, Berliner Symphoniker, dirigent: Hans Zanotelli, Ariola-Eurodisc, 1963
- Charles Gounod: Margarethe, compilatie (Faust) met Hilde Güden, Hugh Beresford, Gottlob Frick; koor en orkest van de Deutsche Oper Berlijn, Dirigent: Wilhelm Schüchter, Ariola-Eurodisc, 1963
- Johann Strauss: Der Zigeunerbaron, volledige opname (Barinkay) met Erzsébet Házy, Lotte Schädle, Hilde Konetzni, Karl Schmitt-Walter, Ferry Gruber, Eberhard Waechter, Benno Kusche; koor en orkest van de Deutsche Oper Berlijn, dirigent: Robert Stolz, Ariola-Eurodisc, 1964
- Friedrich von Flotow: Martha, compilatie (Lyonel) met Erika Köth, Elisabeth Steiner, Manfred Röhrl, Walter Kreppel; koor van de Deutsche Oper Berlijn, Berliner Symphoniker, dirigent: Wilhelm Schüchter, Ariola-Eurodisc, 1965
- Johann Strauss: Wiener Blut, volledige opname (Balduin graaf Zedlau) met Hilde Güden, Margit Schramm, Wilma Lipp, Ferry Gruber, Benno Kusche, Erich Kunz; koor van de Wiener Staatsoper, Wiener Symphoniker, dirigent: Robert Stolz, Ariola-Eurodisc, 1965
- Carl Millöcker: Der Bettelstudent, volledige opname (Symon) met Hilde Güden, Lotte Schädle, Hilde Konetzni, Peter Minich, Fritz Ollendorff; koor van de Deutsche Oper Berlijn, Berliner Symphoniker, dirigent: Robert Stolz, Ariola-Eurodisc, 1966
- Franz Lehár: Die lustige Witwe, volledige opname (Danilo) met Margit Schramm, Lotte Schädle, Jerry J. Jennings, Ferry Gruber, Claudio Nicolai, Benno Kusche; koor van de Deutsche Oper Berlijn, Berliner Symphoniker, dirigent: Robert Stolz, Ariola -Eurodisc, 1966
- Carl Maria von Weber: Der Freischütz, volledige opname (Max) met Claire Watson, Lotte Schädle, Gottlob Frick, Fritz Ollendorff, Kurt Böhme; koor en orkest van de Deutsche Oper Berlijn, dirigent: Lovro von Matačić, Ariola-Eurodisc, 1967
- Ich liebe die Welt (melodieën van Robert Stolz) met het Günther-Arndt-Chor, Berliner Symphoniker: dirigent: Robert Stolz, Ariola-Eurodisc, 1967
- Franz Lehár: Giuditta, Querschnitt (Octavio) met Sylvia Geszty, Dorothea Chryst, Ferry Gruber; Günther-Arndt-Chor, Berliner Symphoniker, dirigent: Werner Schmidt-Boelcke, Ariola-Eurodisc, 1967
- Franz Schubert: Ein Schubert-Abend met Rudolf Schock met Iván Eröd, piano, Ariola-Eurodisc, 1968
- Wunschkonzert met Rudolf Schock (liederen van Stanislao Gastaldon, Wilhelm Baumgartner, Carl Loewe, Giorgio Stigelli (G. Stiegele), Henry W. Petrie-Martell, Wilhelm Speyer, Ludolf Waldmann, Franz Wilhelm Abt, Ernest Roland Ball, Erik Meyer-Helmund, Heinrich Schäffer, Carl Heins) met Johann Gedan (trompet); Berliner Symphoniker, dirigent: Fried Walter, Ariola-Eurodisc, 1968
- Jacques Offenbach: Pariser Leben, volledige opname (een Braziliaan) met Lisa della Casa, Ingeborg Hallstein, Margit Schramm, Gerhard Unger, Peter Alexander, Eberhard Waechter, Kurt Böhme; koor van de Deutsche Oper Berlin, Berliner Symphoniker, dirigent: Franz Allers, Ariola-Eurodisc, 1968
- Gruss an Wien (Weense liederen van Johann Strauss, Carl Michael Ziehrer, Ralph Benatzky, Heinrich Strecker, Rudolf Sieczyński, Robert Stolz en Peter Kreuder) met het Günther-Arndt-Chor, Berliner Symphoniker, dirigent: Robert Stolz, Ariola-Eurodisc, 1969
- Nico Dostal: Clivia, Manina, Monika, Die ungarische Hochzeit, vier operettecompilaties (Juan, Mario, Horst-Dietrich, Stefan) met Margit Schramm, Sylvia Geszty, Monika Dahlberg, Ferry Gruber; Günther-Arndt-Chor, Berliner Symphoniker, Dirigent: Nico Dostal, Ariola-Eurodisc, 1970
- Franz Schubert: Die Winterreise met Iván Eröd, piano, Ariola-Eurodisc, 1970
- True Love (melodiën uit Amerikaanse operettes en musicals van Sigmund Romberg, Jerome Kern, Cole Porter, Richard Rodgers, Leonard Bernstein, Robert Wright/Chet Forrest) met Anna Moffo, Peter Cornehlsen-Chor, Berliner Symphoniker, dirigent: Werner Eisbrenner, Ariola-Eurodisc, 1971
- Ich sing` mein Lied für alle schönen Frau`n – Componisten schrijven voor Rudolf Schock. (opgedragen composities door Nico Dostal, Willy Mattes, Werner Eisbrenner, Franz Grothe, Gerhard Winkler, Norbert Schultze); Günther-Arndt-Chor, Berliner Symphoniker. De componisten dirigeren. Ariola-Eurodisc, 1971
- Rudolf Schock zingt liederen van Antonín Dvořák en Richard Strauss; met Iván Eröd, piano. Ariola-Eurodisc, 1972
- Die Himmel rühmen des Ewigen Ehre (liederen voor feestelijke uren van Ludwig van Beethoven, Wolfgang Amadeus Mozart, Franz Schubert, Conradin Kreutzer, Georges Bizet, Dmitri Bortnjanski, John Stevenson, Karl August Groos, en twee Russische volksliederen); met het Tölzer Knabenchor, Horst Ramthor, harp en Hans Hild, orgel, Ariola-Eurodisc, 1973
- Wilhelm Kienzl: Der Evangelimann, compilatie (Mathias Freudhofer) met Gerti Zeumer, Margarita Lilowa; Tölzer Knabenchor, koor en symfonieorkest van de Bayerische Rundfunk, dirigent: Hans Gierster, Ariola-Eurodisc, 1973
- Heinrich Berté: Das Dreimäderlhaus, compilatie (Franz Schubert) met Renate Holm, Isolde Schock-Dehn, Karin Schock, Peter Luitpold, Kurt Schuh; Berliner Symphoniker, dirigent: Fried Walter, Ariola-Eurodisc, 1974
- Johannes Brahms: Deutsche Volkslieder (selectie) met Hellmut Hideghéti, piano, Ariola-Eurodisc, 1975
- Freut euch des Lebens (liederen van Wolfgang Amadeus Mozart, Felix Mendelssohn Bartholdy, August Nägeli, Wilhelm Heiser, Simon Breu, Carl Michael Ziehrer, en volksliederen) met het Tölzer Knabenchor en een instrumentaal ensemble, dirigent: Fried Walter, Ariola-Eurodisc, 1975
- Für meine Freunde (opera-aria's voor tenor of bariton van Christoph Willibald Gluck, Otto Nicolai, Paul von Klenau, Richard Strauss, Richard Wagner, Ruggero Leoncavallo, Carl Maria von Weber, Charles Gounod, Peter Cornelius en Daniel-François-Esprit Auber) met de Berliner Symphoniker, dirigent: Fried Walter, Ariola-Eurodisc, 1978
- Carl Loewe: Berühmte Lieder und Balladen; met Iván Eröd, piano, Ariola-Eurodisc, 1980
- Ich erinnere mich gern (oorspronkelijke opnamen uit de gelijknamige ZDF-show) Deze compilatie van oudere opnamen bevat ook de laatste schijfopnamen van Rudolf Schock, namelijk Ich erinnere mich gern van Frederick Loewe, Willst du das Land meiner Träume seh'n van René Kollo en Immer wieder will ich euch fragen van Norbert Schultze met het Graunke Symfonie Orkest, dirigent: Fried Walter, Ariola-Eurodisc, 1983.

## Eerbewijzen
Schock heeft vele onderscheidingen ontvangen:
- in 1957 werd hij in Wenen tot Kammersänger benoemd;
- in 1961 ontving hij de gouden Electrola-ring;
- de stad Duisburg eerde hem met de Mercator-medaille en heeft na zijn dood een straat naar hem genoemd.